# Portet-d'Aspet
Pour les articles homonymes, voir Portet.
Ne doit pas être confondu avec Aspet.
Portet-d'Aspet est une commune française située dans le sud-ouest du département de la Haute-Garonne en région Occitanie.
Sur le plan historique et culturel, la commune est dans le pays de Comminges, correspondant à l’ancien comté de Comminges, circonscription de la province de Gascogne située sur les départements actuels du Gers, de la Haute-Garonne, des Hautes-Pyrénées et de l'Ariège. Cependant sur le plan cultuel, Portet d'Aspet a toujours fait partie du diocèse de Couserans. Cela est à mettre en lien avec la géographie; le village fait partie de la vallée de la Bellongue, couseranaise. De plus, les échanges se font majoritairement avec la vallée.
Exposée à un climat de montagne, elle est drainée par divers petits cours d'eau. La commune possède un patrimoine naturel remarquable avec six zones naturelles d'intérêt écologique, faunistique et floristique.
Portet-d'Aspet est une commune rurale qui compte 62 habitants en 2022, après avoir connu un pic de population de 1 044 habitants en 1846..
Ses habitants sont appelés les Porterais.

## Géographie

### Localisation
La commune de Portet-d'Aspet se trouve dans le département de la Haute-Garonne, en région Occitanie.
Elle se situe à 87 km à vol d'oiseau de Toulouse, préfecture du département, à 22 km de Saint-Gaudens, sous-préfecture, et à 28 km de Bagnères-de-Luchon, bureau centralisateur du canton de Bagnères-de-Luchon dont dépend la commune depuis 2015 pour les élections départementales.
La commune fait en outre partie du bassin de vie d'Aspet.
Les communes les plus proches sont : 
Saint-Lary (2,7 km), Galey (4,1 km), Augirein (4,3 km), Herran (5,3 km), Saint-Jean-du-Castillonnais (5,4 km), Orgibet (5,8 km), Razecueillé (6,3 km), Arbas (7,0 km).
Sur le plan historique et culturel, Portet-d'Aspet fait partie du pays de Comminges, correspondant à l’ancien comté de Comminges, circonscription de la province de Gascogne située sur les départements actuels du Gers, de la Haute-Garonne, des Hautes-Pyrénées et de l'Ariège. Cependant sur le plan cultuel, Portet d'Aspet a toujours fait partie du diocèse de Couserans. Cela est à mettre en lien avec la géographie; le village fait partie de la vallée de la Bellongue, couseranaise. De plus, les échanges se font majoritairement avec la vallée.
Portet-d'Aspet est limitrophe de six autres communes dont deux dans le département de l'Ariège.
Les communes limitrophes sont  Boutx, Galey, Herran, Milhas, Razecueillé et Saint-Lary.
| Razecueillé | Milhas              | Herran         |
| Boutx       | Portet-d'Aspet      | Galey (Ariège) |
|             | Saint-Lary (Ariège) |                |

### Géologie et relief
La superficie de la commune est de 1 393 hectares ; son altitude varie de 680  à   1 574 mètres.

### Hydrographie

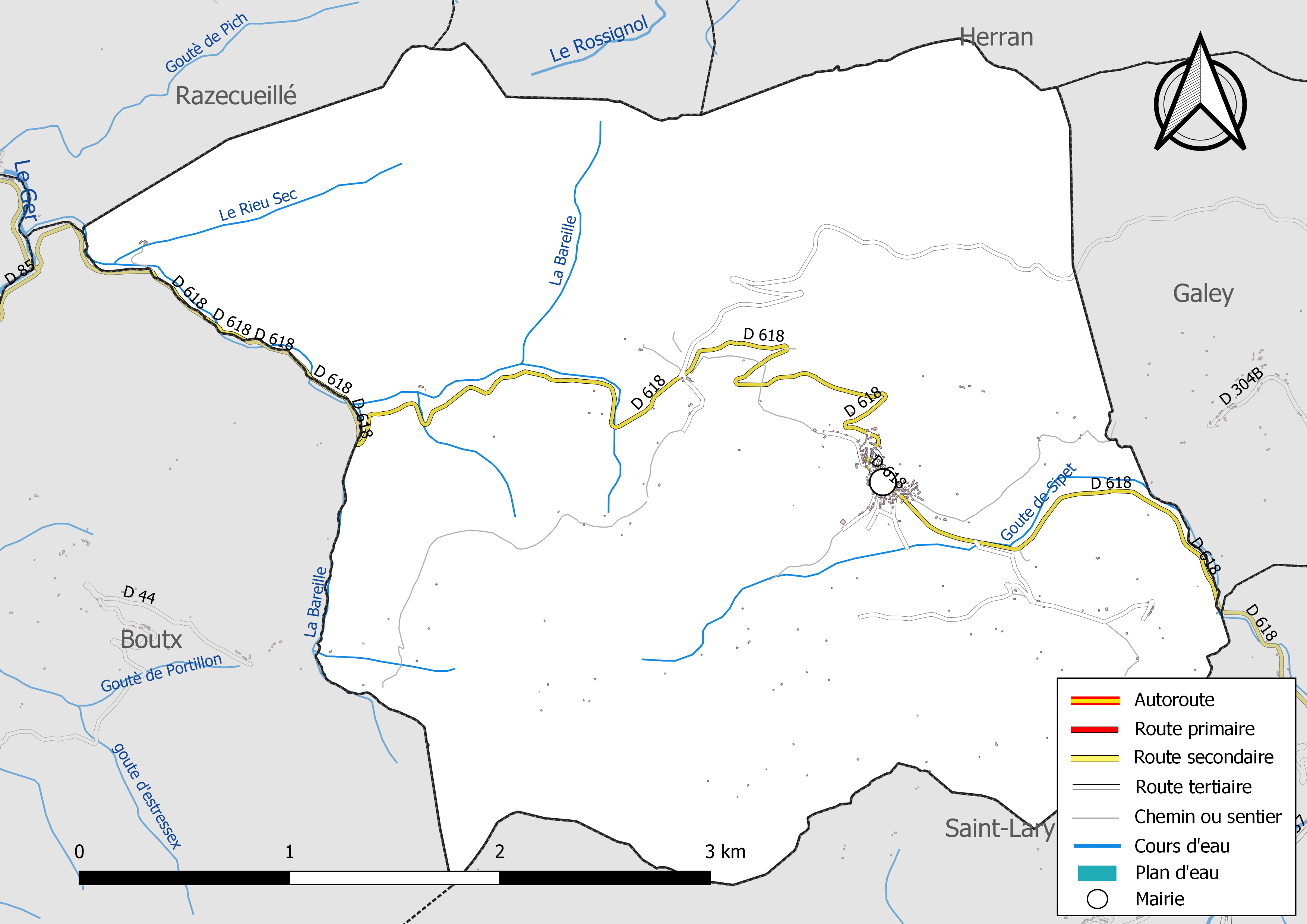
Réseaux hydrographique et routier de Portet-d'Aspet.

La commune est dans le bassin de la Garonne, au sein du bassin hydrographique Adour-Garonne. Elle est drainée par Goute de Sipet, la Bareille, la Bareille, le Rieu Sec et par divers petits cours d'eau, constituant un réseau hydrographique de 11 km de longueur totale,.

### Climat
Pour des articles plus généraux, voir Climat de l'Occitanie et Climat de la Haute-Garonne.
En 2010, le climat de la commune est de type climat des marges montargnardes, selon une étude s'appuyant sur une série de données couvrant la période 1971-2000. En 2020, Météo-France publie une typologie des climats de la France métropolitaine dans laquelle la commune est exposée à un climat de montagne ou de marges de montagne et est dans la région climatique Pyrénées centrales, caractérisée par une pluviométrie annuelle de 1 000 à 1 200 mm.
Pour la période 1971-2000, la température annuelle moyenne est de 9,8 °C, avec une amplitude thermique annuelle de 15,1 °C. Le cumul annuel moyen de précipitations est de 1 101 mm, avec 10,4 jours de précipitations en janvier et 8 jours en juillet. Pour la période 1991-2020, la température moyenne annuelle observée sur la station météorologique la plus proche, située sur la commune de Clarac à 26 km à vol d'oiseau, est de 12,5 °C et le cumul annuel moyen de précipitations est de 804,9 mm,. Pour l'avenir, les paramètres climatiques de la commune estimés pour 2050 selon différents scénarios d’émission de gaz à effet de serre sont consultables sur un site dédié publié par Météo-France en novembre 2022.

### Milieux naturels et biodiversité

#### Réseau Natura 2000

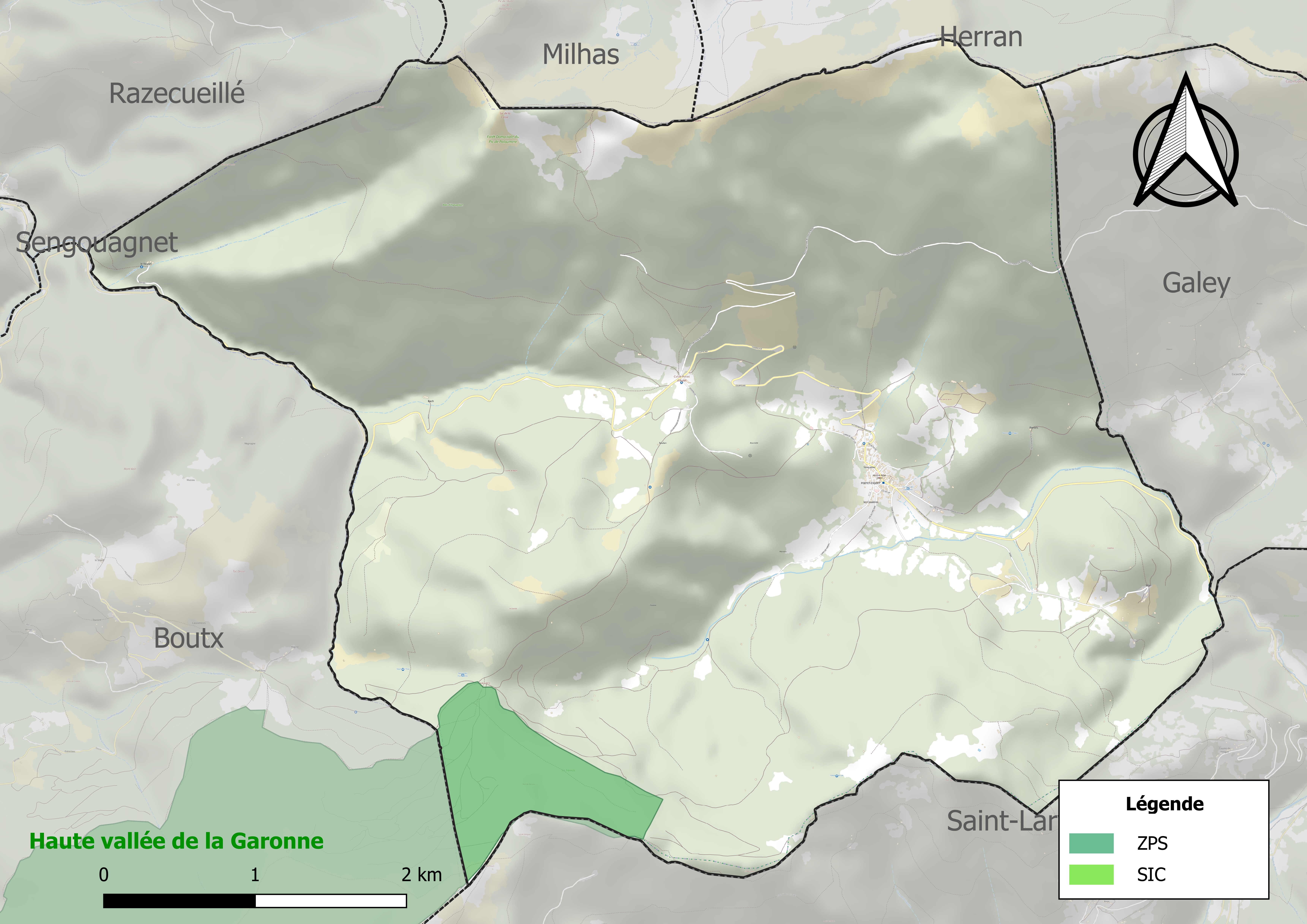
Sites Natura 2000 sur le territoire communal.

Le réseau Natura 2000 est un réseau écologique européen de sites naturels d'intérêt écologique élaboré à partir des directives habitats et oiseaux, constitué de zones spéciales de conservation (ZSC) et de zones de protection spéciale (ZPS).
Un site Natura 2000 est défini sur la commune au titre de la directive oiseaux la « haute vallée de la Garonne ». Occupant une superficie de 11 134 ha, il s'agit d'une vallée profonde, marquée par l'érosion glaciaire. Ce site héberge une avifaune de montagne bien représentée avec bon nombre d'espèces de l'annexe I qui s'y reproduisent, parmi lesquelles sept espèces inféodées aux milieux forestiers.

#### Zones naturelles d'intérêt écologique, faunistique et floristique

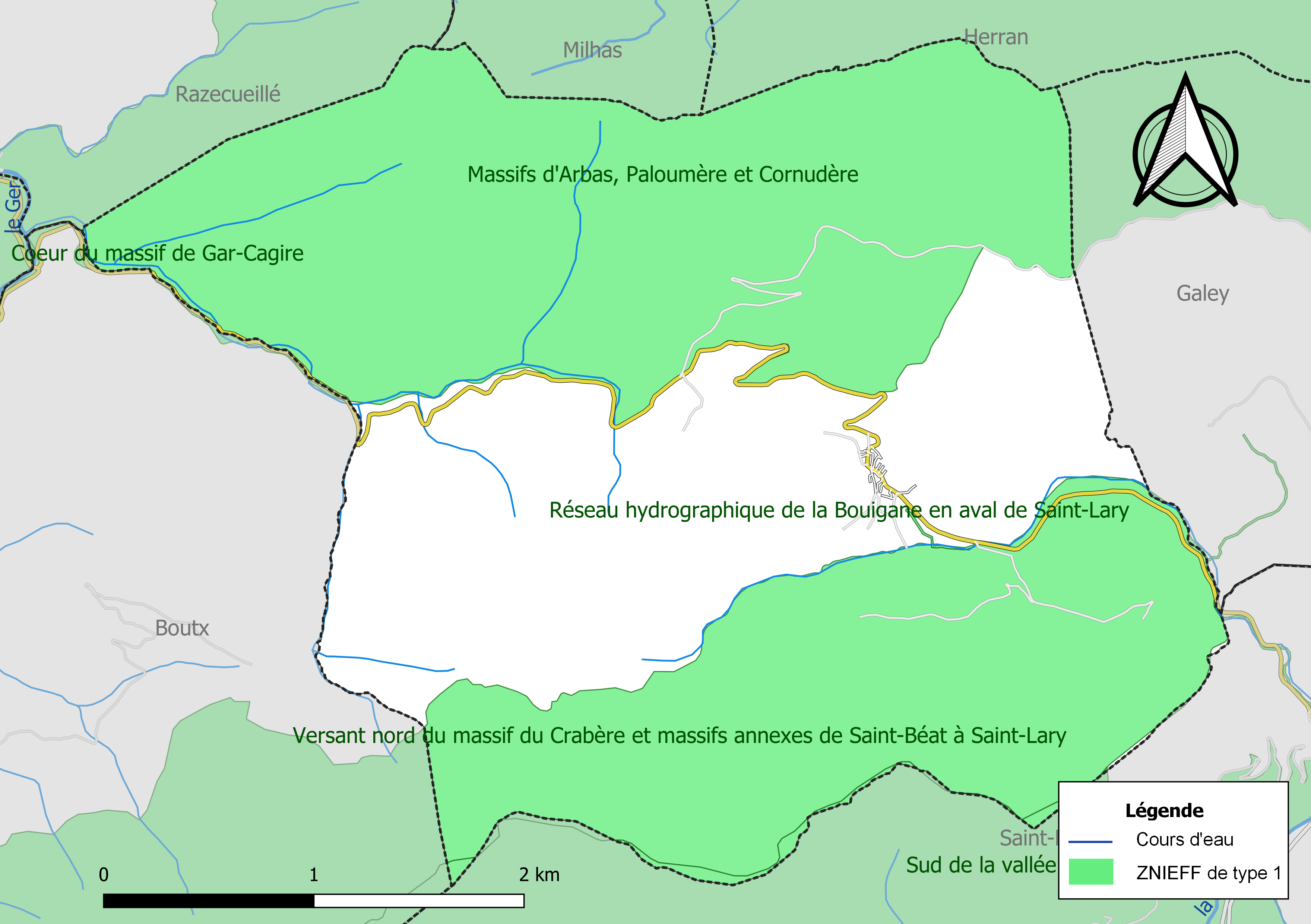
Carte des ZNIEFF de type 1 localisées sur la commune.

L’inventaire des zones naturelles d'intérêt écologique, faunistique et floristique (ZNIEFF) a pour objectif de réaliser une couverture des zones les plus intéressantes sur le plan écologique, essentiellement dans la perspective d’améliorer la connaissance du patrimoine naturel national et de fournir aux différents décideurs un outil d’aide à la prise en compte de l’environnement dans l’aménagement du territoire.
Quatre ZNIEFF de type 1 sont recensées sur la commune :
- les « massifs d'Arbas, Paloumère et Cornudère » (3 918 ha), couvrant 11 communes dont deux dans l'Ariège et neuf dans la Haute-Garonne[21] ;
- le « réseau hydrographique de la Bouigane en aval de Saint-Lary » (115 ha), couvrant 14 communes dont 13 dans l'Ariège et une dans la Haute-Garonne[22] ;
- le « Sud de la vallée de la Bellongue » (6 156 ha), couvrant 16 communes dont 13 dans l'Ariège et trois dans la Haute-Garonne[23] ;
- le « versant nord du massif du Crabère et massifs annexes de Saint-Béat à Saint-Lary » (8 787 ha), couvrant 8 communes dont deux dans l'Ariège et six dans la Haute-Garonne[24] ;

et deux ZNIEFF de type 2, : 
- le « massif de l'Arbas » (27 233 ha), couvrant 45 communes dont 24 dans l'Ariège et 21 dans la Haute-Garonne[25] ;
- les « montagnes entre la haute vallée de la Garonne et la haute vallée du Lez » (28 414 ha), couvrant 21 communes dont 15 dans l'Ariège et six dans la Haute-Garonne[26].

## Urbanisme

### Typologie
Au 1er janvier 2024, Portet-d'Aspet est catégorisée commune rurale à habitat très dispersé, selon la nouvelle grille communale de densité à sept niveaux définie par l'Insee en 2022.
Elle est située hors unité urbaine et hors attraction des villes,.

### Occupation des sols

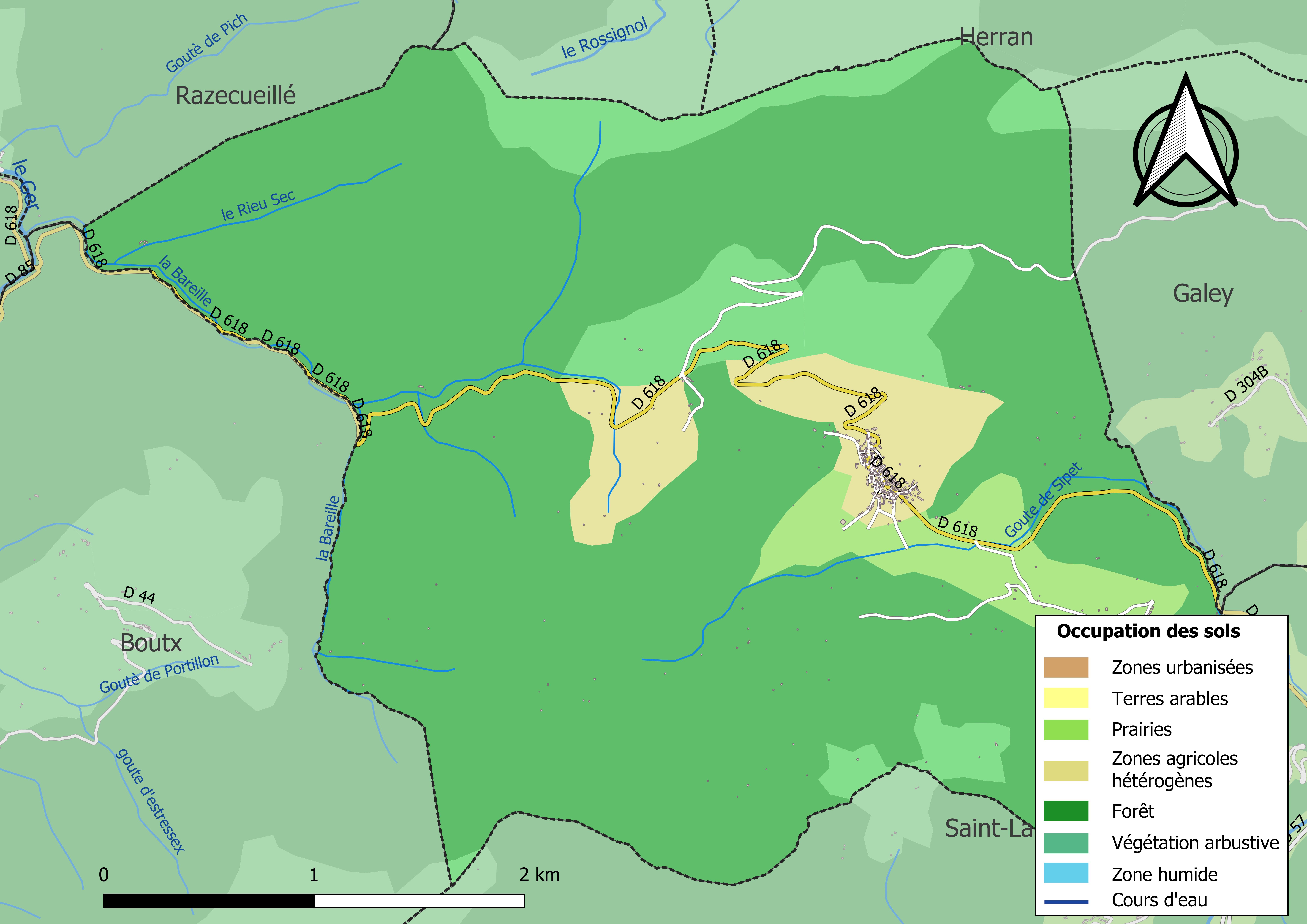
Carte des infrastructures et de l'occupation des sols de la commune en 2018 (CLC).

L'occupation des sols de la commune, telle qu'elle ressort de la base de données européenne d’occupation biophysique des sols Corine Land Cover (CLC), est marquée par l'importance des forêts et milieux semi-naturels (88,6 % en 2018), en augmentation par rapport à 1990 (83,9 %). La répartition détaillée en 2018 est la suivante : 
forêts (78,4 %), milieux à végétation arbustive et/ou herbacée (10,2 %), zones agricoles hétérogènes (6,1 %), prairies (5,3 %). L'évolution de l’occupation des sols de la commune et de ses infrastructures peut être observée sur les différentes représentations cartographiques du territoire : la carte de Cassini (XVIIIe siècle), la carte d'état-major (1820-1866) et les cartes ou photos aériennes de l'IGN pour la période actuelle (1950 à aujourd'hui).

### Voies de communication et transports
Accès par la D 618 ancienne route nationale 618 et le col de Portet-d'Aspet.

### Risques majeurs
Le territoire de la commune de Portet-d'Aspet est vulnérable à différents aléas naturels : météorologiques (tempête, orage, neige, grand froid, canicule ou sécheresse), feux de forêts et séisme (sismicité modérée). Un site publié par le BRGM permet d'évaluer simplement et rapidement les risques d'un bien localisé soit par son adresse soit par le numéro de sa parcelle.
Un plan départemental de protection des forêts contre les incendies a été approuvé par arrêté préfectoral du 25 septembre 2006. Portet-d'Aspet est exposée au risque de feu de forêt du fait de la présence sur son territoire du massif des Pyrénées. Il est ainsi défendu aux propriétaires de la commune et à leurs ayants droit de porter ou d’allumer du feu dans l'intérieur et à une distance de 200 mètres des bois, forêts, plantations, reboisements ainsi que des landes. L’écobuage est également interdit, ainsi que les feux de type méchouis et barbecues, à l’exception de ceux prévus dans des installations fixes (non situées sous couvert d'arbres) constituant une dépendance d'habitation,

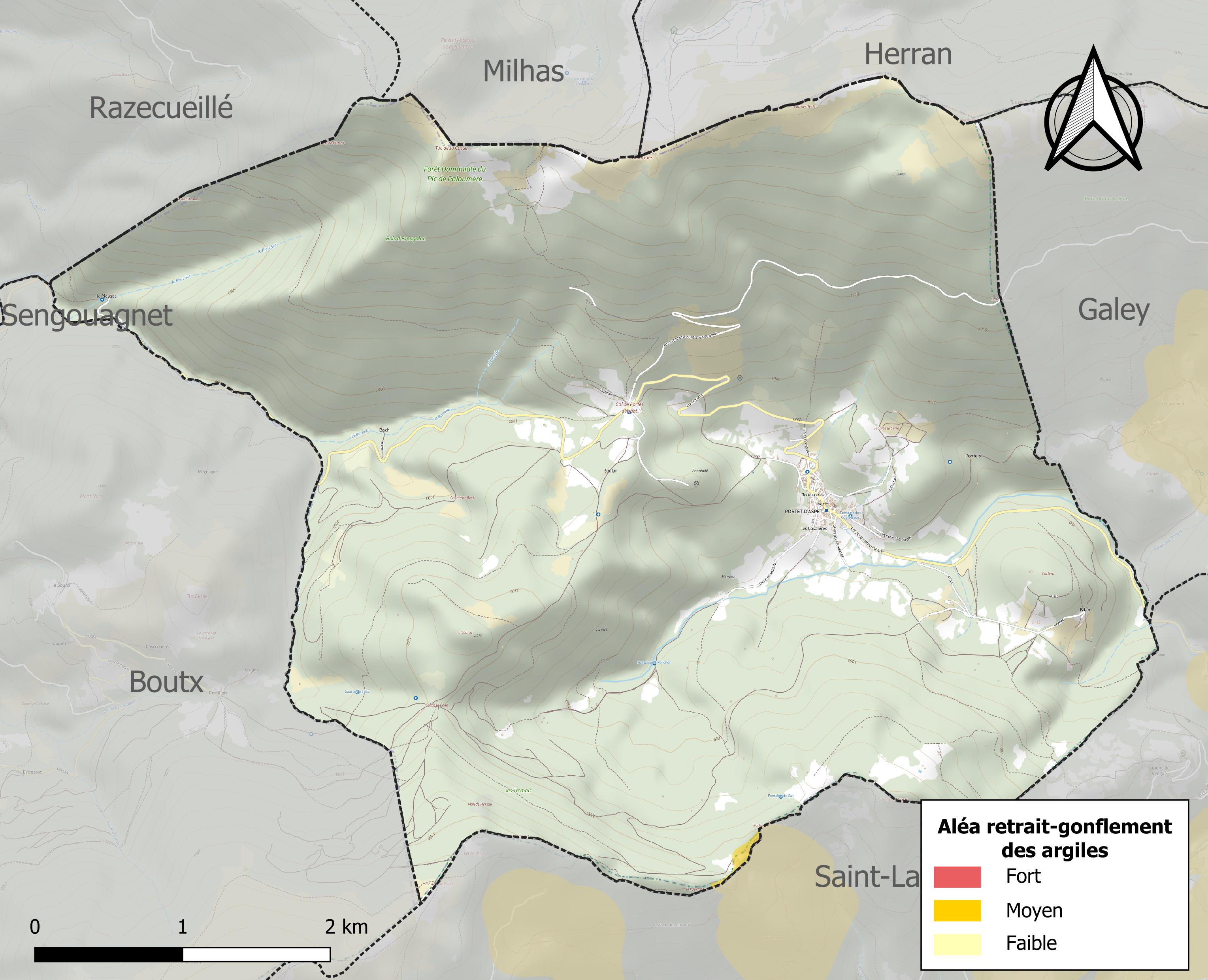
Carte des zones d'aléa retrait-gonflement des sols argileux de Portet-d'Aspet.

Le retrait-gonflement des sols argileux est susceptible d'engendrer des dommages importants aux bâtiments en cas d’alternance de périodes de sécheresse et de pluie. 0 % de la superficie communale est en aléa moyen ou fort (88,8 % au niveau départemental et 48,5 % au niveau national). Sur les 157 bâtiments dénombrés sur la commune en 2019, 0 sont en aléa moyen ou fort, soit 0 %, à comparer aux 98 % au niveau départemental et 54 % au niveau national. Une cartographie de l'exposition du territoire national au retrait gonflement des sols argileux est disponible sur le site du BRGM,.
Par ailleurs, afin de mieux appréhender le risque d’affaissement de terrain, l'inventaire national des cavités souterraines permet de localiser celles situées sur la commune.
Concernant les mouvements de terrains, la commune a été reconnue en état de catastrophe naturelle au titre des dommages causés par des mouvements de terrain en 1999.

## Toponymie
Lors des hommages de 1389 et 1456 au château de Castillon-en-Couserans, les seigneurs  (famille de Pac, couserannaise) rendent hommage au roi pour la "seigneurie de Portet en Vallongue".
Vallongue est l'ancien nom de la Bellongue, le a mutant en e, le v étant prononcé b en occitan.

## Histoire
Les seigneurs de Portet en Vallongue, aujourd'hui Portet d'Aspet, sont la famille du Pac, qui possède ses autres dommaines en Couserans, dans le Castillonnais. Ils sont seigneurs d'Audressein, de La Salle (Sentein), de Cens (Bonnac), de Balacet, et de Saint-Jean. En voici une partie de la généalogie :
Jean I du Pac né en 1385, rend hommage au roi en 1389,
père de Pierre, né en 1400
père de Jean II, né en 1425, rend hommage au roi en 1456
père de Fortanier, décédée à Pavie en tant que soldat de François I.
Par la suite la seigneurie se retrouve dans le domaine royal.

## Politique et administration

### Administration municipale
Le nombre d'habitants au recensement de 2017 étant compris entre 0 et 99, le nombre de membres du conseil municipal pour l'élection de 2020 est de sept,.

### Rattachements administratifs et électoraux
Commune faisant partie de la huitième circonscription de la Haute-Garonne, de la communauté de communes Cagire-Garonne-Salat et du canton de Bagnères-de-Luchon (avant le redécoupage départemental de 2014, Portet-d'Aspet faisait partie de l'ex-canton d'Aspet) et avant le 1er janvier 2017 elle faisait partie de la communauté de communes des Trois Vallées.

### Liste des maires
| Période                                  | Période      | Identité      | Étiquette | Qualité |
| ---------------------------------------- | ------------ | ------------- | --------- | ------- |
| mars 1989                                | 2014         | Jean Dubuc    | PS        |         |
| 2014                                     | janvier 2025 | Roland Ousset |           |         |
| Les données manquantes sont à compléter. |              |               |           |         |

## Démographie
L'évolution du nombre d'habitants est connue à travers les recensements de la population effectués dans la commune depuis 1793. Pour les communes de moins de 10 000 habitants, une enquête de recensement portant sur toute la population est réalisée tous les cinq ans, les populations de référence des années intermédiaires étant quant à elles estimées par interpolation ou extrapolation. Pour la commune, le premier recensement exhaustif entrant dans le cadre du nouveau dispositif a été réalisé en 2007.

En 2022, la commune comptait 62 habitants, en évolution de −8,82 % par rapport à 2016 (Haute-Garonne : +8,02 %, France hors Mayotte : +2,11 %).
| 1793 | 1800 | 1806 | 1821 | 1831 | 1836 | 1841  | 1846  | 1851  |
| ---- | ---- | ---- | ---- | ---- | ---- | ----- | ----- | ----- |
| 612  | 778  | 810  | 915  | 881  | 975  | 1 033 | 1 044 | 1 009 |

| 1856 | 1861 | 1866  | 1872  | 1876 | 1881 | 1886 | 1891 | 1896 |
| ---- | ---- | ----- | ----- | ---- | ---- | ---- | ---- | ---- |
| 976  | 990  | 1 012 | 1 006 | 884  | 839  | 766  | 841  | 701  |

| 1901 | 1906 | 1911 | 1921 | 1926 | 1931 | 1936 | 1946 | 1954 |
| ---- | ---- | ---- | ---- | ---- | ---- | ---- | ---- | ---- |
| 632  | 660  | 533  | 278  | 265  | 234  | 218  | 206  | 166  |

| 1962 | 1968 | 1975 | 1982 | 1990 | 1999 | 2006 | 2007 | 2012 |
| ---- | ---- | ---- | ---- | ---- | ---- | ---- | ---- | ---- |
| 116  | 114  | 68   | 65   | 75   | 67   | 71   | 72   | 70   |

| 2017 | 2022 | - | - | - | - | - | - | - |
| ---- | ---- | - | - | - | - | - | - | - |
| 64   | 62   | - | - | - | - | - | - | - |

| selon la population municipale des années : | 1968 | 1975 | 1982 | 1990 | 1999 | 2006 | 2009 | 2013 |
| Rang de la commune dans le département      | 503  | 404  | 484  | 485  | 521  | 518  | 520  | 521  |
| Nombre de communes du département           | 592  | 582  | 586  | 588  | 588  | 588  | 589  | 589  |

## Population et société

### Démographie
L'évolution du nombre d'habitants est connue à travers les recensements de la population effectués dans la commune depuis 1793. Pour les communes de moins de 10 000 habitants, une enquête de recensement portant sur toute la population est réalisée tous les cinq ans, les populations de référence des années intermédiaires étant quant à elles estimées par interpolation ou extrapolation. Pour la commune, le premier recensement exhaustif entrant dans le cadre du nouveau dispositif a été réalisé en 2007.

En 2022, la commune comptait 62 habitants, en évolution de −8,82 % par rapport à 2016 (Haute-Garonne : +8,02 %, France hors Mayotte : +2,11 %).
| 1793 | 1800 | 1806 | 1821 | 1831 | 1836 | 1841  | 1846  | 1851  |
| ---- | ---- | ---- | ---- | ---- | ---- | ----- | ----- | ----- |
| 612  | 778  | 810  | 915  | 881  | 975  | 1 033 | 1 044 | 1 009 |

| 1856 | 1861 | 1866  | 1872  | 1876 | 1881 | 1886 | 1891 | 1896 |
| ---- | ---- | ----- | ----- | ---- | ---- | ---- | ---- | ---- |
| 976  | 990  | 1 012 | 1 006 | 884  | 839  | 766  | 841  | 701  |

| 1901 | 1906 | 1911 | 1921 | 1926 | 1931 | 1936 | 1946 | 1954 |
| ---- | ---- | ---- | ---- | ---- | ---- | ---- | ---- | ---- |
| 632  | 660  | 533  | 278  | 265  | 234  | 218  | 206  | 166  |

| 1962 | 1968 | 1975 | 1982 | 1990 | 1999 | 2006 | 2007 | 2012 |
| ---- | ---- | ---- | ---- | ---- | ---- | ---- | ---- | ---- |
| 116  | 114  | 68   | 65   | 75   | 67   | 71   | 72   | 70   |

| 2017 | 2022 | - | - | - | - | - | - | - |
| ---- | ---- | - | - | - | - | - | - | - |
| 64   | 62   | - | - | - | - | - | - | - |

### Enseignement
Portet-d'Aspet fait partie de l'académie de Toulouse.

### Culture festivité et sport
- Cyclisme avec de nombreux passages du Tour de France dus à la présence sur la commune du col du Portet-d'Aspet.

## Économie

### Emploi
|                | 2008   | 2013   | 2018   |
| -------------- | ------ | ------ | ------ |
| Commune        | 12,5 % | 18,9 % | 14,3 % |
| Département    | 7,7 %  | 9,6 %  | 9,3 %  |
| France entière | 8,3 %  | 10 %   | 10 %   |

En 2018, la population âgée de 15 à 64 ans s'élève à 34 personnes, parmi lesquelles on compte 57,1 % d'actifs (42,9 % ayant un emploi et 14,3 % de chômeurs) et 42,9 % d'inactifs,. Depuis 2008, le taux de chômage communal (au sens du recensement) des 15-64 ans est supérieur à celui de la France et du département.
La commune est hors attraction des villes,. Elle compte 13 emplois en 2018, contre 10 en 2013 et 28 en 2008. Le nombre d'actifs ayant un emploi résidant dans la commune est de 16, soit un indicateur de concentration d'emploi de 81,1 % et un taux d'activité parmi les 15 ans ou plus de 33,3 %.
Sur ces 16 actifs de 15 ans ou plus ayant un emploi, 10 travaillent dans la commune, soit 63 % des habitants. Pour se rendre au travail, 56,3 % des habitants utilisent un véhicule personnel ou de fonction à quatre roues, 37,5 % s'y rendent en deux-roues, à vélo ou à pied et 6,3 % n'ont pas besoin de transport (travail au domicile).

### Activités hors agriculture

#### Secteurs d'activités
5 établissements sont implantés  à Portet-d'Aspet au 31 décembre 2019.
Le secteur du commerce de gros et de détail, des transports, de l'hébergement et de la restauration est prépondérant sur la commune puisqu'il représente 40 % du nombre total d'établissements de la commune (2 sur les 5 entreprises implantées  à Portet-d'Aspet), contre 25,9 % au niveau départemental.

#### Entreprises et commerces
Bien que quasiment désertée pendant l'hiver, cette commune s'enrichit de nombreux habitants supplémentaires durant le mois d'août, descendants d'anciens habitants ayant émigré par suite de l'exode rural dans les villes du Sud-Ouest (de Bordeaux à Toulouse), du Sud-Est (Lyon, Marseille) et jusqu'à la région Île-de-France. La population peut alors compter près de 200 personnes, surtout pendant les festivités, organisées tous les ans, le week-end précédant la fête du 15-Août.

### Agriculture
|               | 1988 | 2000 | 2010 | 2020 |
| ------------- | ---- | ---- | ---- | ---- |
| Exploitations | 11   | 4    | 1    | 1    |
| SAU (ha)      | 165  | 88   | nd   | 28   |

La commune est dans les « Pyrénées centrales », une petite région agricole occupant le sud du département de la Haute-Garonne, massif montagneux où s’étagent les vallées profondes, la forêt et les zones intermédiaires, les estives. En 2020, l'orientation technico-économique de l'agriculture  sur la commune est l'élevage de bovins, pour la viande. Une seule  exploitation agricole ayant son siège dans la commune est recensée lors du recensement agricole de 2020 (onze en 1988). La superficie agricole utilisée est de 28 ha,,.

## Culture locale et patrimoine

### Lieux et monuments
- Col de Portet-d'Aspet.
- Église Saint-Roch datant du XVIIe au XIXe siècle[50].
- Chapelle de Pomès datant du XVe siècle[50], lieu d'expositon[51].
- Chapelle de Speregas[50].

### Personnalités liées à la commune
- Fabio Casartelli, cycliste italien.

## Pour approfondir